# Jaan Anvelt

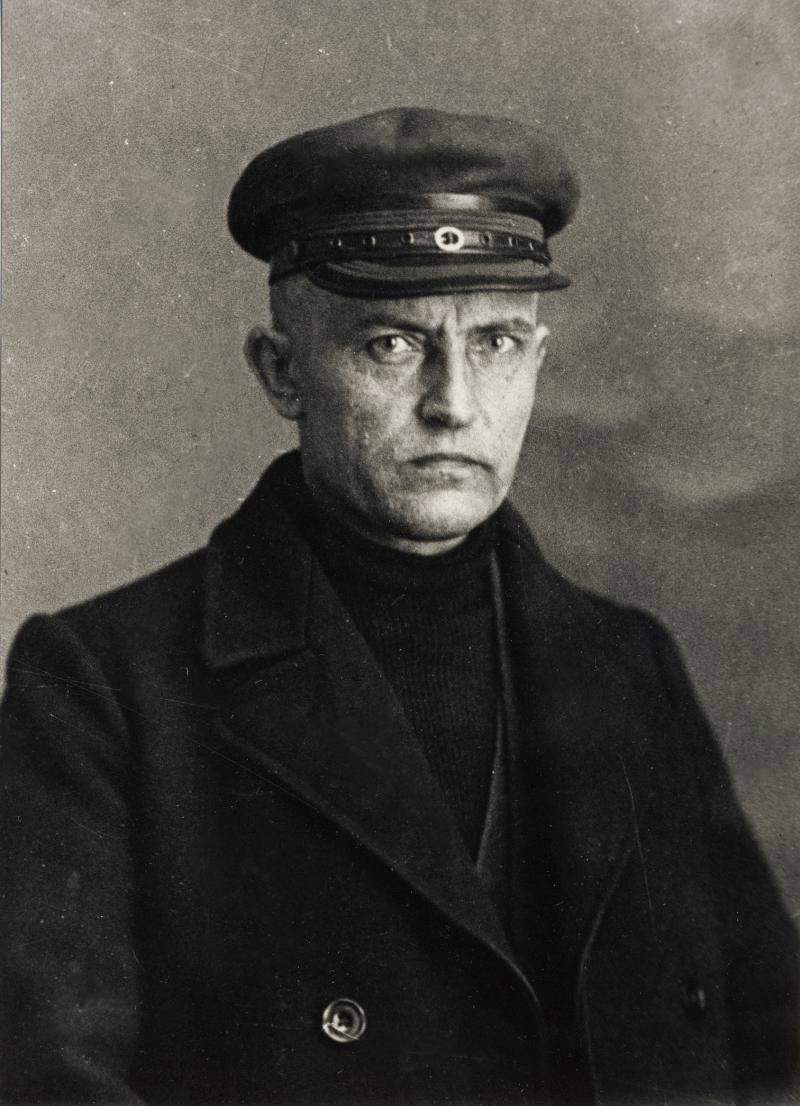
Jaan Anvelt (1925)

Jaan Anvelt (russisch Ян Янович Анвельт; * 18. April 1884 in Orgu, damals Gemeinde Võisiku, Kreis Viljandi/Estland; † 11. Dezember 1937 in Moskau/Sowjetunion) war ein estnischer Kommunist und Schriftsteller.

## Ausbildung
Jaan Anvelt wurde als Sohn eines Landwirts geboren. Er ging zunächst auf die örtliche Kirchspiel-Schule und schloss 1905 das Lehrerseminar in Tartu ab. Anschließend unterrichtete er von 1905 bis 1907 in Toila. Von 1907 bis 1912 studierte er an der Universität Sankt Petersburg Rechtswissenschaft. Unter dem Pseudonym Eessaare Aadu war Jaan Anvelt auch als Schriftsteller und Publizist aktiv.

## Revolutionäre Tätigkeit
1907 trat er den Bolschewiki bei und engagierte sich in linken Kreisen, die die Abschaffung des Zarentums forderten. Etwa zur selben Zeit wurde er einer der bolschewistischen Parteiführer des Estnischen Gouvernements. 1911 wurde Anvelt wegen „revolutionärer Umtriebe“ inhaftiert und nach Tallinn abgeschoben, wo er seine Parteitätigkeit fortsetzte. Er legte 1912 sein Jura-Examen als Externer ab und war daran anschließend als Hilfsadvokat in Narva tätig.
Während des Ersten Weltkriegs betrieb Anvelt heimlich die kommunistische Parteiarbeit in Estland weiter. Zusammen mit Johannes Käspert und Villem Buk gründete er in Narva das linke Kampfblatt Kiir, das er maßgeblich prägte.

## Revolution in Russland
Mit der Februarrevolution 1917 wurde Jaan Anvelt Vorsitzender des Arbeiter- und Soldatenrats von Narva (Tööliste ja Soldatite Saadikute Nõukogu). Im März 1917 wurde er Herausgeber von Kiir und gemeinsam mit Viktor Kingissepp zum wichtigsten bolschewistischen Führer in Estland.
An der Oktoberrevolution nahm Anvelt in Estland aktiv teil. Am 5. November 1917 übernahm er mit der Revolution die Macht in Estland. Anvelt wurde zum Vorsitzenden des Estländischen Sowjet-Exekutivkomitees (Eestimaa Nõukogude Täitevkomitee) gewählt und war Mitglied des Estländischen Kriegs-Revolutionskomitees (Eestimaa Sõja-Revolutsioonikomitee).
Am 28. November 1917 erklärte sich der Estnische Landtag (Maapäev) für selbständig von allen russischen Organen. Die Entscheidung wurde von Petrograd nicht anerkannt. Am 8. Dezember 1917 setzte der Rat der Volkskommissare Jaan Anvelt als bolschewistischen Regierungschef Estlands ein. Anvelt und seine Regierung konnten zwar die kommunistische Kontrolle über die Hauptstadt Tallinn behalten, verloren aber die Macht in weiten Teilen des Landes. Vor den im Februar 1918 heranrückenden deutschen Truppen floh Anvelt am 4. März 1918 nach Petrograd, wo er weiterhin politisch aktiv blieb.

## Estnischer Freiheitskrieg
Nach dem Abzug der deutschen Besatzungstruppen kam es zum Estnischen Freiheitskrieg zwischen der bürgerlich-demokratischen estnischen Regierung und Sowjetrussland. Am 28. November 1918 besetzte die Rote Armee die Stadt Narva an der Ostgrenze Estlands. Dort rief sie einen Tag später die Estnische Arbeiterkommune (Eesti Töörahva Kommuuna, Эстляндская Трудовая Коммуна) als Marionettenregierung der von den Bolschewiki besetzten estnischen Gebiete ins Leben. Vorsitzender der Regierung wurde Jaan Anvelt. Er hatte das Amt bis zur Auflösung der Arbeiterkommune am 5. Juni 1919 inne.
Die Herrschaft Anvelts war von zahlreichen Racheakten und Massakern in Rakvere und Tartu geprägt, denen unter anderem der russisch-orthodoxe Bischof von Tallinn, Platon (2000 heiliggesprochen), und die lutherischen Pastoren Walther Paucker, Traugott Hahn (beide seit 1969 im Evangelischen Namenkalender geführt) und Moritz Wilhelm Paul Schwartz zum Opfer fielen. Im Mai 1919 wurde die Rote Armee vollständig aus Estland vertrieben. Mit dem Friedensvertrag von Tartu vom 2. Februar 1920 musste Sowjetrussland dessen Unabhängigkeit anerkennen.

## Untergrundarbeit
Von August 1921 bis 1925 lebte Anvelt im Untergrund in Estland. Er war einer der Hauptplaner des kommunistischen Putsches vom 1. Dezember 1924 gegen die estnische Regierung. Der Putsch scheiterte, etwa 150 Menschen kamen dabei ums Leben. Anvelt floh wieder in die Sowjetunion. Angeblich soll er sich in den 1930er Jahren noch in Estland aufgehalten haben, um die Parteiarbeit der verbotenen Kommunistischen Partei Estlands zu unterstützen.
Ab 1925 arbeitete Anvelt bei der Komintern in Moskau. Von 1926 bis 1929 war er Kommissar an einer Luftwaffenakademie. Von 1929 bis 1935 war er Stellvertretender Vorsitzender der zivilen Luftflotte der Sowjetunion und von 1935 bis 1937 Sekretär der Internationalen Kontrollkommission bei der Komintern.
Während des Großen Terrors in der Sowjetunion wurde Anvelt 1937 inhaftiert und hingerichtet.